# Spíler (étterem)
A Spíler egy több egységből álló bisztró és szórakozóhely Budapesten. 

## Cégtörténet
A tulajdonosok, valamint a koncepciót megálmodók a hely nyitásakor megalkották Spíler Béla karakterét, akinek kalandos történetein keresztül ismerhetjük meg a Spíler márkához tartozó egységeket. Eszerint Spíler Béla egy belevaló srác, olyan, mint James Bond és Johnny Quid egy személyben egy Guy Ritchie moziból. A nők kedvence, akinek mindig van egy jó története. Spíler valamikor a XIX. század végén született és nyitotta leghíresebb gastropubját, a Spíler Originalt. Kalandos útjai során járt Shanghai-ban, Spanyolországban, míg végül később visszatért szeretett fővárosába, Budapestre.

## Egységek

### Spíler Original
A 2012-ben megnyitott Spíler Original a Zsidai Gasztronómiai Csoport része, a Spíler koncepció és márka első egysége, ami a VII. kerületben, a Király utca 13. szám alatt, a Gozsdu-udvarban található.
A Spíler koncepciója a budapesti romkocsmák, a New York-i bárok, a jet-set gasztronómia fúziója. Az eklektikus belsőépítészeti megoldásokat felvonultató Spíler Original bútorait és dekorációs elemeit helyi tervezők kínálatából, bolhapiacok áruiból, gyár- és raktárházakból és termelőktől, farmerektől gyűjtötték össze. Az egyedi atmoszférát és dizájnt több médium is kiemeli.
A konyha a minőségi streetfoodra koncentrál, olyan ételek találhatóak meg az étlapon, mint a juharszirupos Spíler dupla sajtburger, rusztikus kenyérlángos mangalicával, superfood saláta ropogós rákkal. A magyar klasszikus konyha is megjelenik a kínálatban. A Spíler Original 2018 óta naponta változó ebéd ajánlatot is kínál.
A 17 méteres pulttal felszerelt bárrészben a tulajdonos dédapjának műszerész műhelye volt a világháború[mikor?] előtt.  A Spíler Originalban hétvégente rezidens DJ zenél.

### Spíler Shanghai
A 2014-ben megnyitott Spíler Shanghai a Zsidai Gasztronómiai Csoport része, a Spíler koncepció és márka második egysége.
A Spíler Shanghai koncepciója a budapesti romkocsmák, a New York-i Chinatownban megtalálható bárok, a high-end gasztronómia és a Zsidai Csoport 30 éves tapasztalatának izgalmas fúziója. A különleges belsőépítészeti megoldásokat felvonultató Spíler Shanghai bútorait és dekorációs elemeit a '30-as évek Shanghai-a, New York-i bárok és más ázsiai hatások ihlették. Az egyedi atmoszférát és dizájnt több a témában fontos médium is kiemeli, mint a DESIGNBOOM és mások.
A konyha a minőségi streetfoodra és az ázsiai konyha inspirálta tányérokra koncentrál, olyan ételek találhatóak meg az étlapon, mint a Teryaki lazac, malaccsászárral készül bao buns, kínai gőzölt gombóc. A magyar klasszikus konyha is megjelenik a kínálatban, kínálnak gulyáslevest, túrós csuszát, paprikás csirkét. A Gozsdu Udvarban egyedülálló módon este 11:00 órától late night snackek, teljes értékű ételeket fogyaszthatnak a vendégek.
A kiemelten felszerelt bárrészben, kiemelkedő gin&tonic, valamint koktél választékot találunk. A Dining Guide a TOP10 budapesti koktélbár között jegyzi a helyet.

### Spíler Buda
A 2018-ban megnyitott Spíler Buda a Zsidai Gasztronómiai Csoport része, a Spíler koncepció és márka negyedik egysége.
A Spíler Buda koncepcióját a pesti egységek, a rock'n'roll, a lokáció és New York-i helyek formálták. A tulajdonos Zsidai Roy fejében hamarabb összeállt a Spíler Buda lejátszási listája, mint maga az éttere. Az egyedi design kialakítása során Roy saját lemezeit és gitárját is felhasználták. Bőrrel, fával és bársonnyal dolgoztak, valamint zöld növényeket helyeztek el a vendégtérben.
A Spíler Buda konyhája a legmagasabb minőségű streetfoodra és a komoly húsokra specializálódott. Olyan ételek találhatóak meg az étlapon, mint a kéksajtos burger vargányával, rusztikus kenyérlángos Iberico sonkával, ropogós kacsasaláta grapefruittal és gránátalmával. Kiemelkedő steakválaszték található meg az étteremben: spanyol, argentín, amerikai és ausztrál farmokról érkező T-bone-t, porterhouse-t és ribe eye-t választhatnak a vendégek. A Spíler egységekre jellemző magyar klasszikus konyha is megjelenik a kínálatban, kínálnak gulyáslevest, túrós csuszát, paprikás csirkét. A Spíler Budában 2019 óta naponta változó, kritikusok szerint jó ár-érték arányú ebéd ajánlatot és reggelit is kínál.
A Spíler Buda italválasztéka a magyar kedvencek mellett az újvilági borokra koncentrál, nagy választékban megtalálhatóak az ausztrál, kaliforniai, új-zélandi és dél-afrikai tételek. A koktélkínálat szintén igen széles.